# Kindberg

Ansichtskarte um 1900 mit dem Hinweis auf die Sommerfrische Kindberg

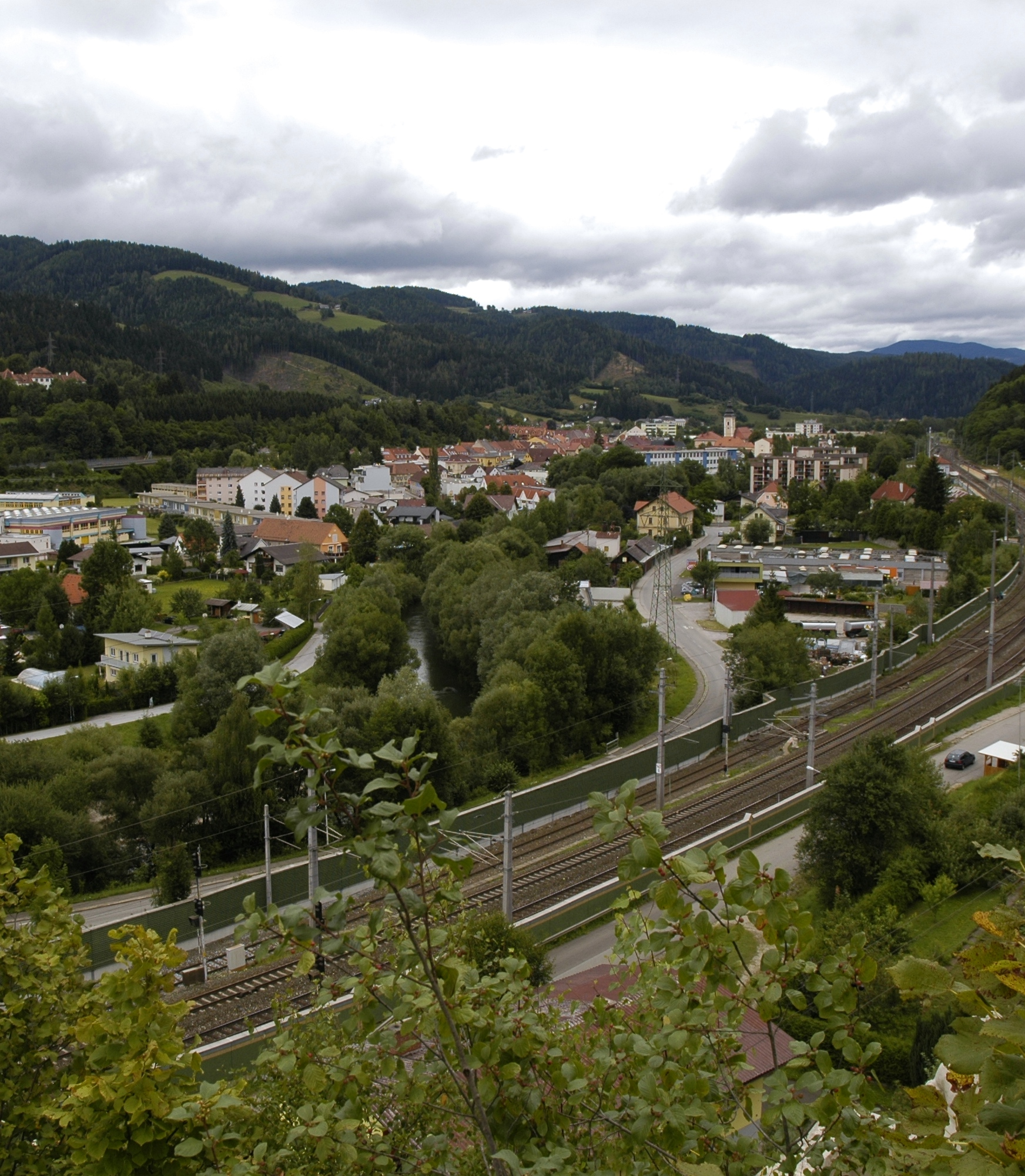
Ansicht von Kindberg vom Kalvarienberg aus 2010 im Vergleich

Kindberg ist eine Stadt mit 8149 Einwohnern (Stand 1. Jänner 2025) im österreichischen Bundesland Steiermark (Gerichtsbezirk Mürzzuschlag im politischen Bezirk Bruck-Mürzzuschlag).

## Geografie

### Geografische Lage
Kindberg liegt im Mürztal etwa 17 km nordöstlich der Bezirkshauptstadt Bruck an der Mur und etwa 20 km südwestlich von Mürzzuschlag. Im Süden befinden sich die Fischbacher Alpen und im Norden die Mürztaler Alpen, ein bewaldetes Mittelgebirge am Südfuß des nordalpinen Hochgebirges mit den Aflenzer Staritzen und der Veitschalpe.

### Gemeindegliederung
Das Gemeindegebiet umfasst acht Ortschaften (Einwohner Stand 1. Jänner 2025):
- Allerheiligen im Mürztal (0)
- Edelsdorf (335)
- Jasnitz (232)
- Kindberg (5588)
- Leopersdorf (442)
- Mürzhofen (961)
- Sölsnitz (110)
- Wieden (481)

Die Gemeinde besteht aus zehn Katastralgemeinden (Fläche Stand 31. Dezember 2023):
- Allerheiligen (213,12 ha)
- Edelsdorf (1.049,02 ha)
- Herzogberg (1.031,83 ha)
- Jaßnitztal (2.532,26 ha)
- Kindberg (358,99 ha)
- Kindbergdörfl (1.019,67 ha)
- Kindthal (326,68 ha)
- Kindthalgraben (1.417,32 ha)
- Mürzhofen (192,84 ha)
- Sölsnitz (925,16 ha)

### Eingemeindungen
Im Rahmen der Gemeindestrukturreform in der Steiermark wurde Kindberg 2015 mit den Gemeinden Allerheiligen im Mürztal und Mürzhofen vereinigt.

### Nachbargemeinden
Alle Nachbargemeinden liegen im Bezirk Bruck-Mürzzuschlag.
| Turnau                    | Sankt Barbara im Mürztal                    | Sankt Barbara im Mürztal |
| Sankt Lorenzen im Mürztal | Kompassrose, die auf Nachbargemeinden zeigt |                          |
| Sankt Marein im Mürztal   | Breitenau am Hochlantsch                    | Stanz im Mürztal         |

## Geschichte
Das Gebiet um Kindberg war unter den Kelten, Römern und Slawen nur dünn besiedelt. Im 8. Jahrhundert ließen sich die ersten bayrischen Siedler im Mürztal nieder. Eine intensivere Besiedlung und Rodung erfolgte im 12. Jahrhundert. Die erste urkundliche Erwähnung von Kindberg um 1172 „Chindeberch“; seit dem 14. Jahrhundert Eisengewerbe, ab dem 18. Jahrhundert Sensenerzeugung.
Am 8. Mai 1267 ereignete sich bei Kindberg eines der schwersten Erdbeben der Geschichte Österreichs. Das Beben wird auf eine Stärke von 5,4 laut Richterskala geschätzt.
Durch den Verkehr auf der „Venedigerstraße“ über den Semmering nach Wien begünstigt, erfolgte 1281 die Markterhebung durch Rudolf von Habsburg. Seit 1982 besitzt Kindberg das Stadtrecht.
Großes Aufsehen erregte 1921 die Jagd auf ein Raubtier im Burgerwald bei Kindberg, wo sich am 23. April 1921 eine 40-köpfige-Treibjagd-Gesellschaft einfand, ein großer Wolf wurde kurz darauf erlegt. Das Aufsehen war nicht zuletzt darauf zurückzuführen, dass die Erinnerung an einen anderen räuberischen Wolf, den Bauernschreck von der Koralm, noch wach war.

### Kindberger Meteorit
Das Fallen einer Feuerkugel am 19. November 2020 um 04.46 Uhr MEZ (03.46 UTC) wurde mittels Netzwerken darauf spezialisierter Kameras detektiert und von Personen berichtet. Auswertungen, geleitet von Pavel Spurný, Department Interstellare Masse des Astronomischen Instituts der Akademie der Wissenschaften der Tschechischen Republik ergaben ein Gebiet von 50 × 3 km Größe zwischen Kindberg und Lunz am See, in dem Fragmente niedergegangen sein sollten. Der Streifen beginnt etwas schmäler etwa 3 km nordwestlich des Ortszentrums von Kindberg, läuft Richtung Nordwesten fast bis Lunz und verbreitert sich dabei auf etwa 5 km. Rund 100 Hobbyastronomen und Meteoritenliebhaber, nach den Autokennzeichen aus Deutschland, Italien, Ungarn und Tschechien Menschen grasten laut Ludovic Ferrière das Gebiet zeitnah ab. Ferrière (* 1982 (oder 1981) in Frankreich), Kurator der (weltgrößten) Meteoritensammlung im Naturhistorischen Museum Wien (NHM) fuhr am 20. November 2020 ins Gebiet und verteilte in Kindberg hunderte Flugzettel an die Bevölkerung in der Hoffnung auf Mithilfe. In den Wochen danach erhielt er E-Mails mit Fotos von Brocken, die häufig als Schlacke zu identifizieren waren.
Erst am 4. Juli 2021 fand eine Kindbergerin auf ihrem Grundstück ein Stück mit 233 g Masse, das schon am übermittelten Bild von Ferrière als Meteorit erkannt wurde. Er hält und bearbeitet das Fundstück. Wenn es von der Wissenschaftsgemeinde klassifiziert ist, soll es nach dem Fundort Kindberg-Meteorit genannt werden.
Der Eindringling kommt aus dem Asteroidengürtel zwischen Mars und Jupiter, ist demnach 4,5 Mrd. Jahre alt und soll sich aus dem Meteor von Tscheljabinsk herausgelöst haben, der 2013 in Russland niederging. Der Meteorit von Kindberg ist der erste in der Steiermark gefundene. Seit Beginn der Aufzeichnungen im Jahr 1778 sind erst 7 Meteoritenfälle in Österreich dokumentiert, darunter 1978 einer auf Ischgl. Während archäologisch interessante Funde in Österreich in das Eigentum des Staates übergehen, darf ein Finder eines Meteoriten, der auf öffentlichen Grund gefallen war, diesen behalten. Das NHM hofft jedoch auf leihweise Überlassung.

## Kultur und Sehenswürdigkeiten

### Bauten
- Katholische Pfarrkirche Kindberg Hll. Peter und Paul: Die gotische Kirche wurde 1773/1774 barockisiert und ist von Resten einer mittelalterlichen Wehrmauer umgeben.
- Kalvarienberg mit Kirche (1674–1686); gotisch-barocke Kirche zum heiligen Georg
- Barockschloss Oberkindberg (vor 1680, Umbau 1773/74, ab 1980 zeitweise Montan- und Heimatmuseum), Stuckdecken
- Schloss Hart (1523)
- Gewerkenschloss Kindtal (18. Jhdt.)

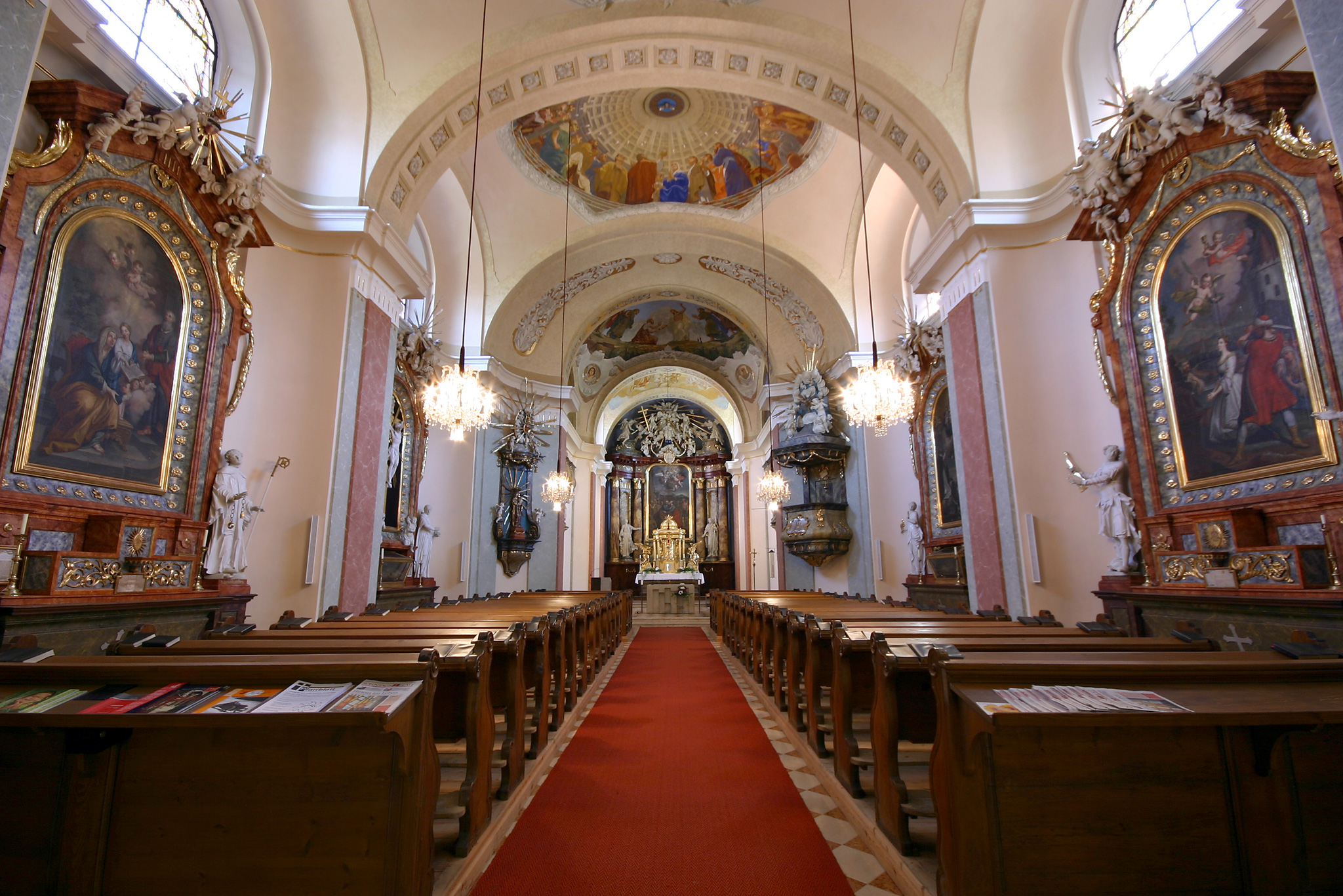
Pfarrkirche Kindberg
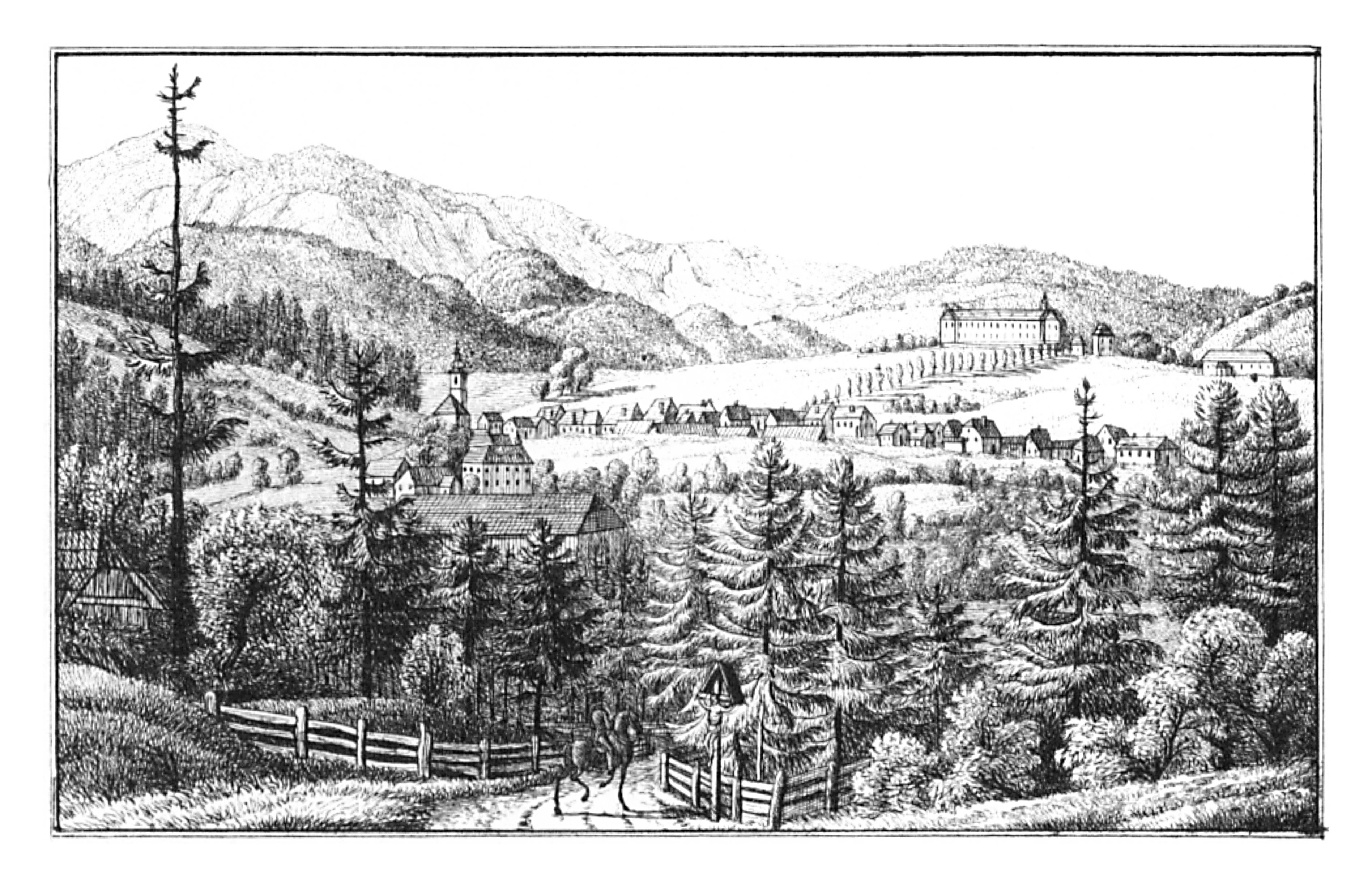
Kindberg, Lithographie um 1830, J.F.Kaiser, Graz
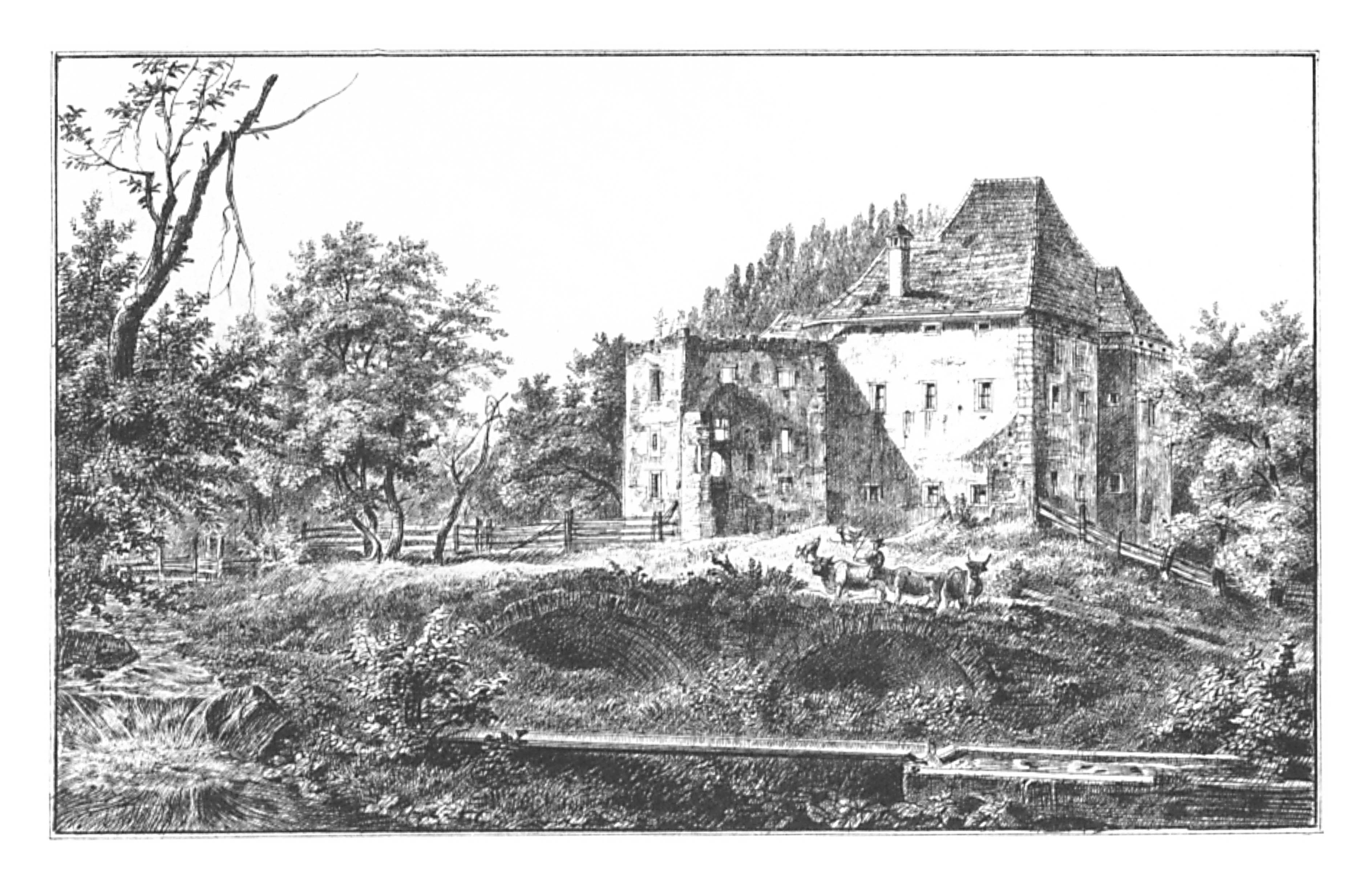
Schloss Hart als Ruine um 1830
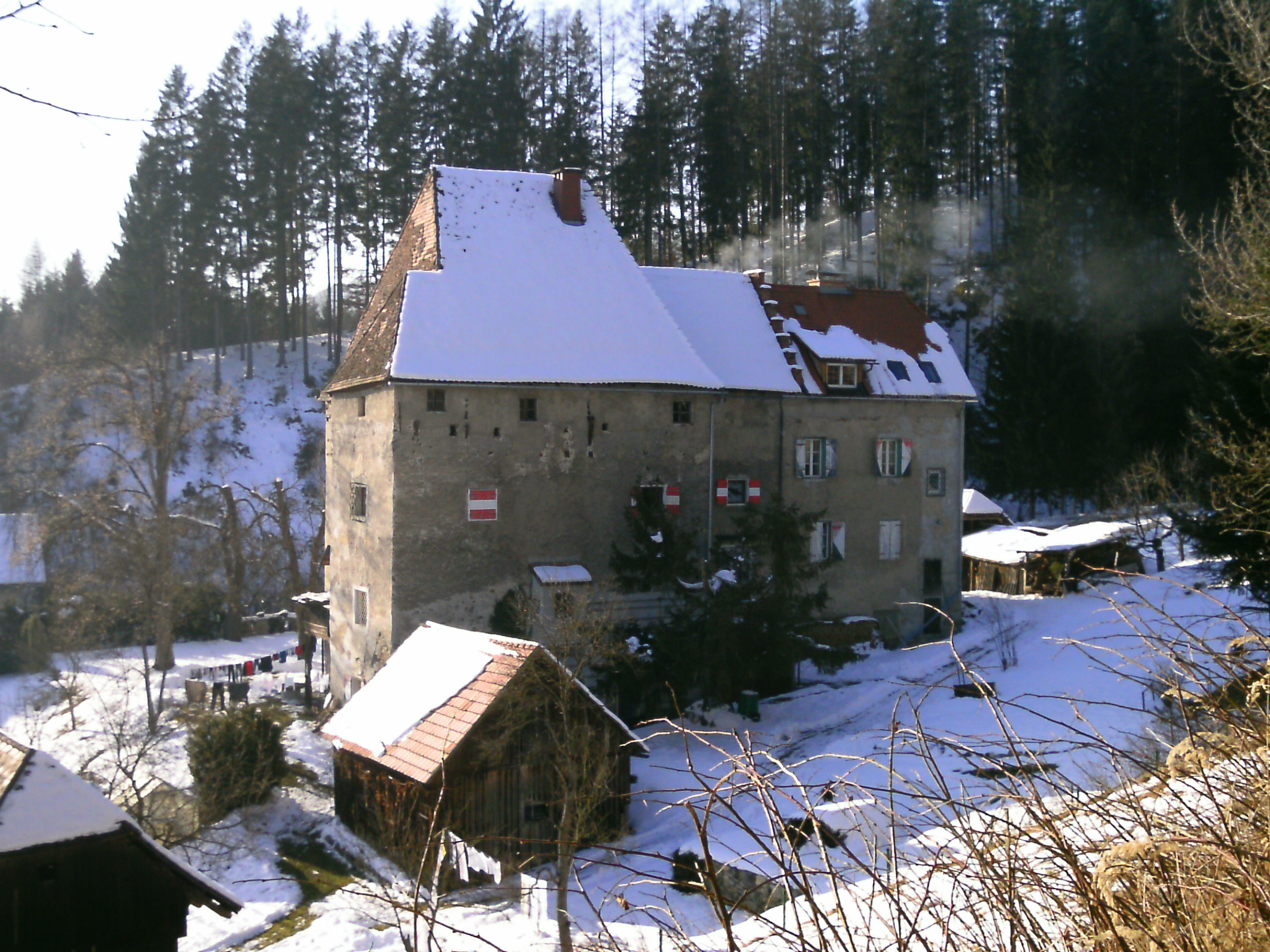
Schloss Hart
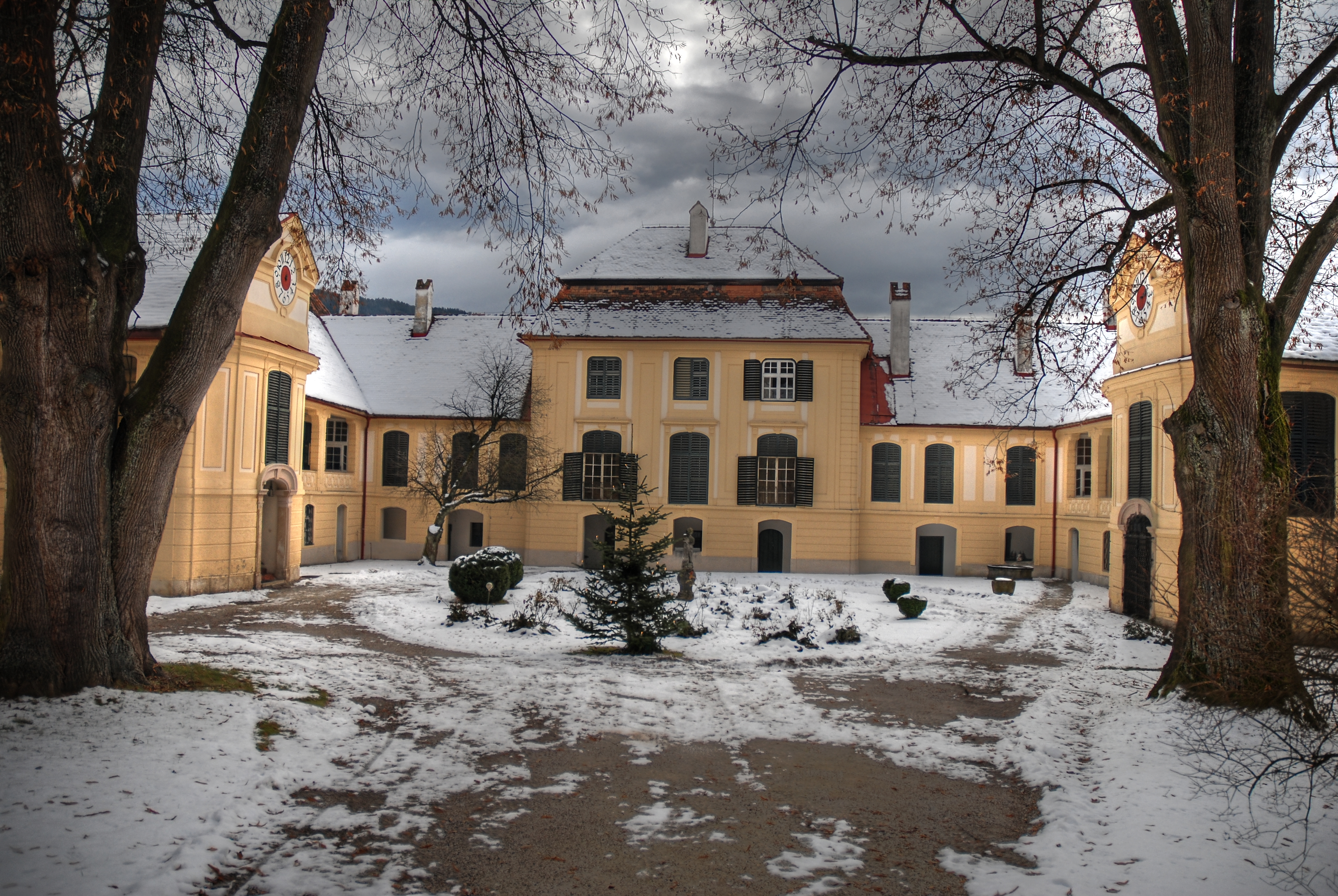
Schloss Oberkindberg
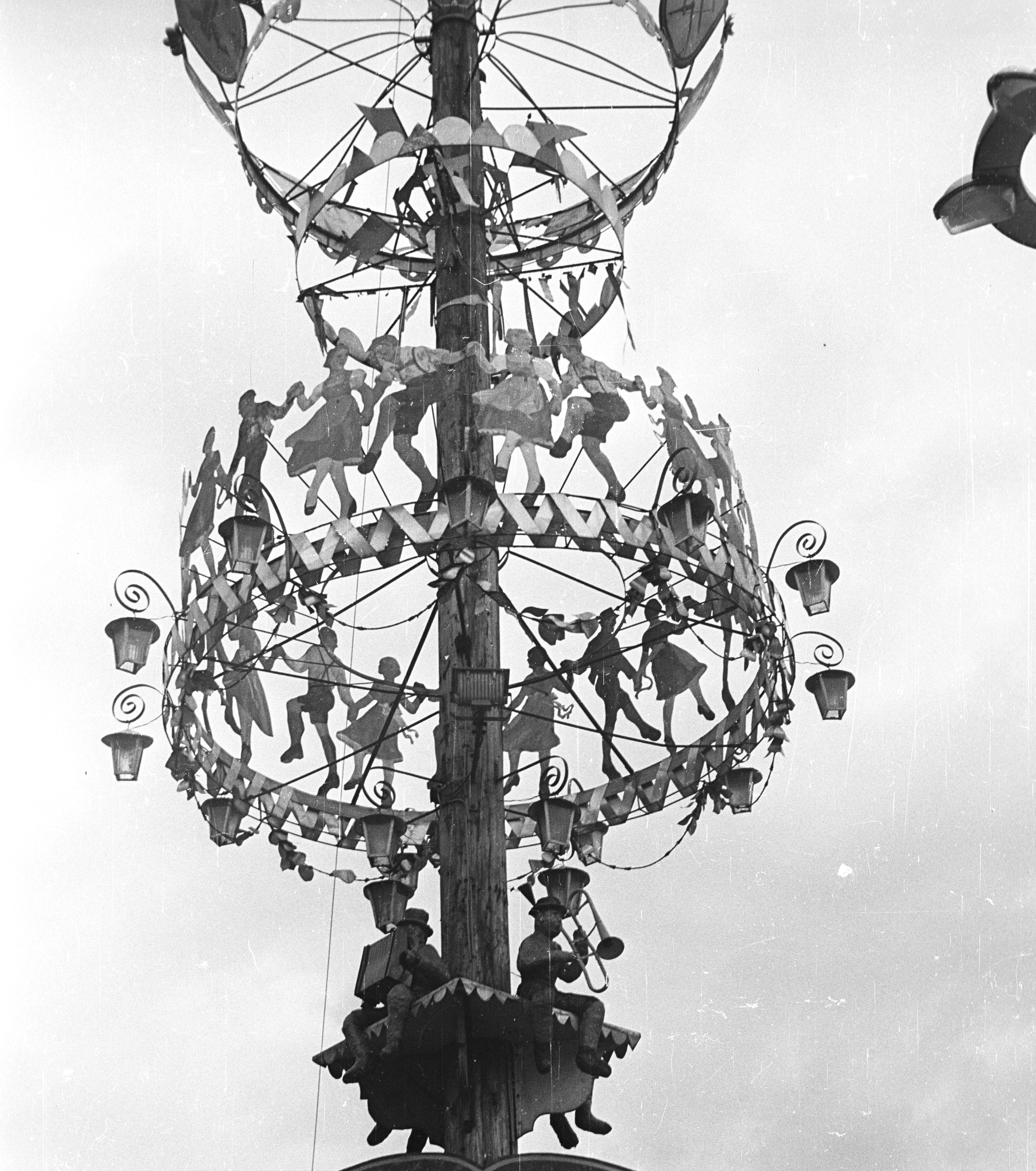
Der Zunftbaum im Jahre 1972

### Ortsbildgestaltung

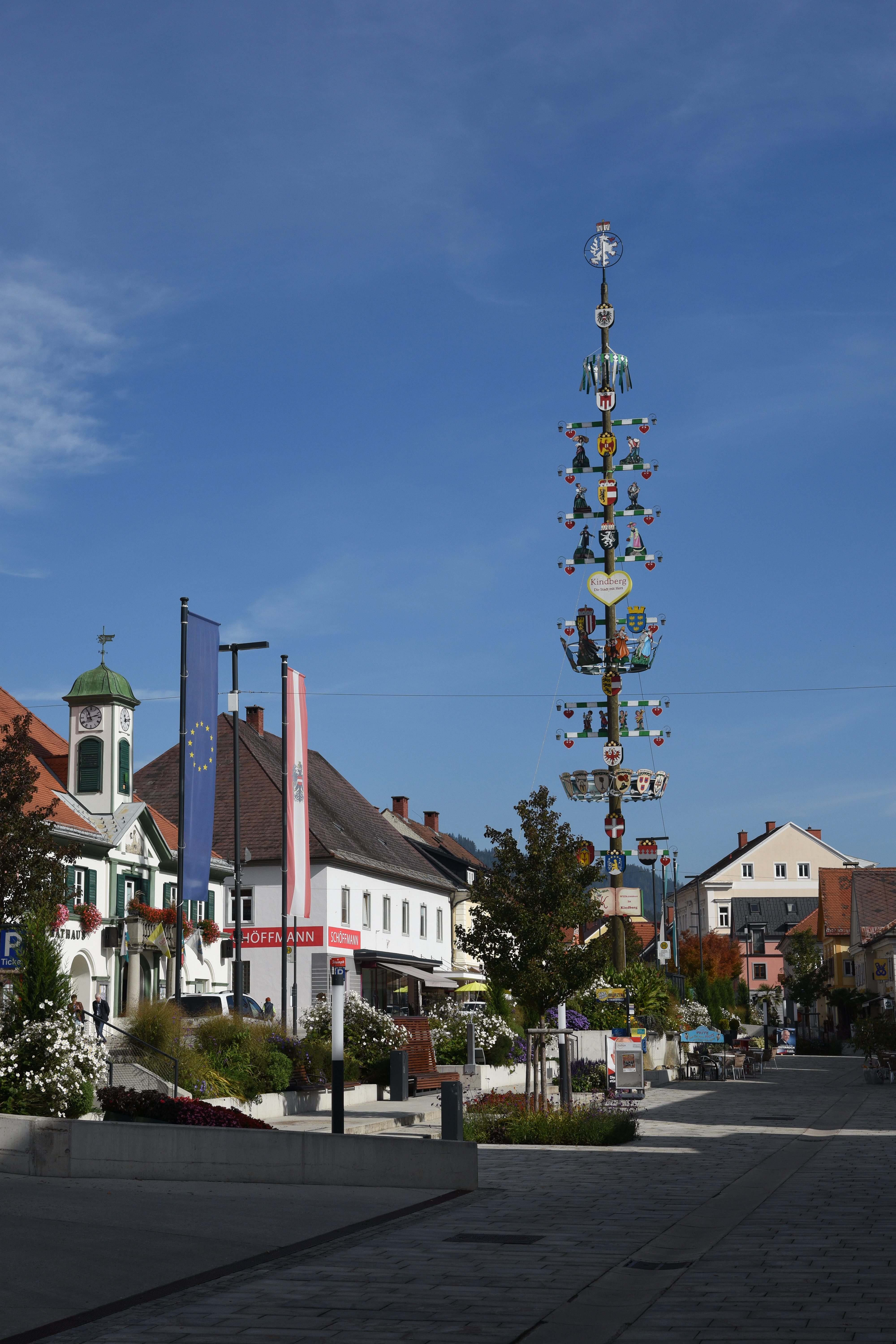
Kindberger Zunftbaum

Das Wahrzeichen von Kindberg ist der Kindberger Zunftbaum, ein rund 30 m hoher Ständebaum auf dem Hauptplatz. Er geht auf einen Maibaum zurück, der unter dem langjährigen Fremdenverkehrsobmann Franz Gruber schon in den Kriegsjahren saisonal errichtet wurde. Nach dem Vorbild des kunstvoll verzierten Ständebaums in Schliersee (Bayern) ließ Gruber einen Zunftbaum von Anton Babion gestalten. Zuerst waren an den seitlichen Leisten die Innungszeichen angebracht, dann wurden die wichtigsten Berufe figural dargestellt. Die zehn Zünfte wurden mit einem Mürztaler Tanzpaar und Musikanten, einer Postkutsche und einem Hochzeitspaar sowie den Wappen der neun Bundesländer und zuletzt dem Kindberger Kindl ergänzt. Der Zunftbaum wird alle fünf bis zehn Jahre erneuert. Es gibt drei Garnituren an Figuren.
Im Rahmen des europäischen Wettbewerbes „Entente Florale Europe“ wurde Kindberg 2003 mit einer Goldmedaille und 1997 mit einer Silbermedaille in der Kategorie Stadt ausgezeichnet.
Beim Landesblumenschmuckbewerb Flora|19 erhielt Kindberg als einer der 7 steirischen Städte eine Gesamtzahl von 5 Floras und zählt damit zu den Gewinnern des Bundeslandes.

### Fußgängerbrücke

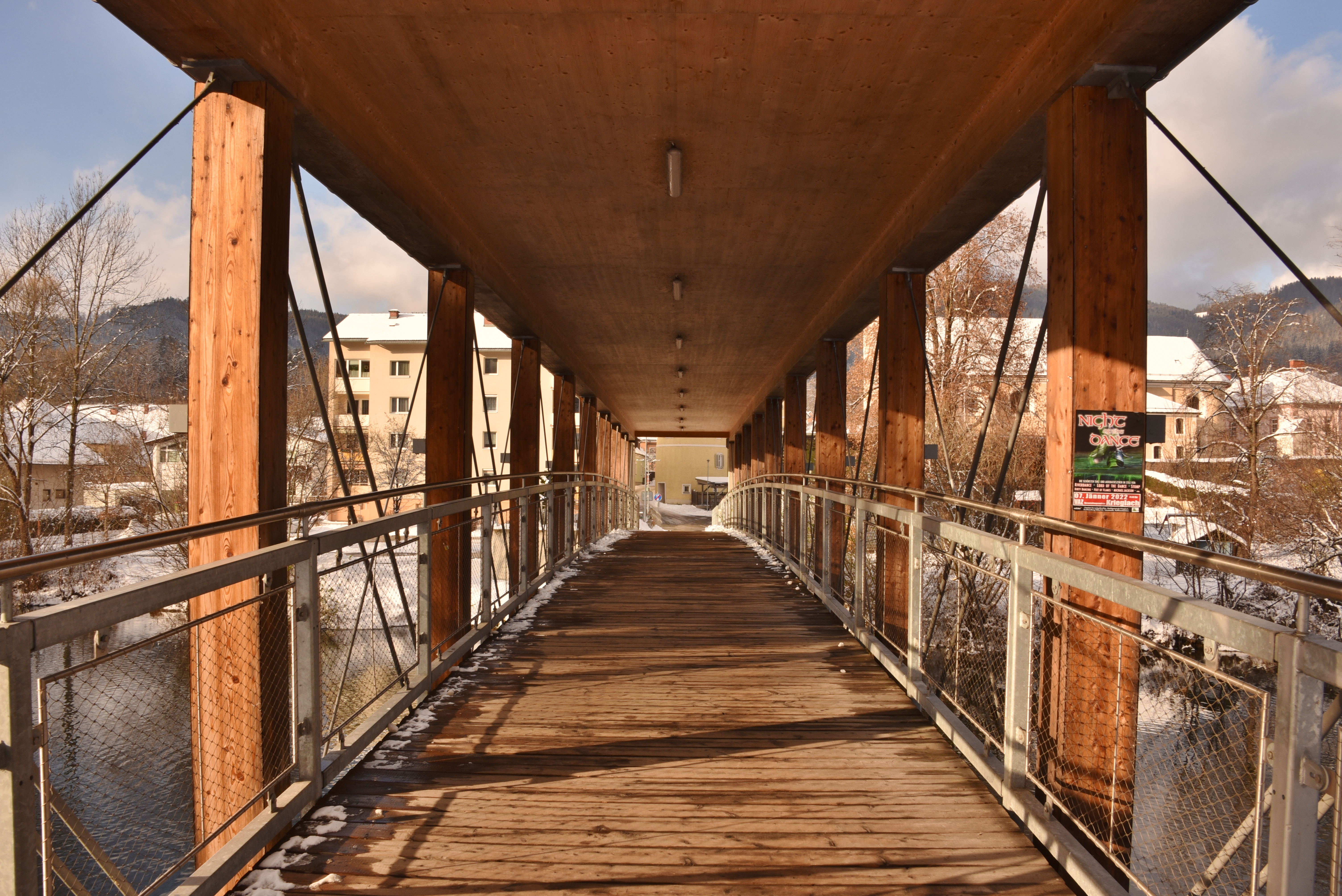
Bahnhofsbrücke (2021)

Als einer der sehenswerten Holzbauten in der Steiermark gilt die 2013 fertiggestellte, von den Architekten Pirker & Visotschnig entworfene Fußgängerbrücke über die Mürz, die den Fußweg zum Bahnhof deutlich verkürzt. Sie hat eine Spannweite von rund 60 Metern, verfügt über Geländer aus Metall und ist überdacht. Auch Radfahrer dürfen sie nutzen.
Sie ersetzte eine in die Jahre gekommene und ebenfalls überdachte Holzbrücke, die an derselben Stelle die Mürz überquerte.

### Stolpersteine
Am 8. November 2021 wurden vor dem Haus Hauptstraße 65 zwei Stolpersteine verlegt. Sie erinnern an das Kaufleute-Ehepaar Katharina und Samuel Sensel, deren Liegenschaften „arisiert“ wurden, die nach Wien ziehen mussten und schließlich im Vernichtungslager Maly Trostinez ermordet wurden. Ebenfalls Opfer der Shoah wurde die 1907 in Kindberg geborene Tochter Paula und deren Ehemann. Die beiden Söhne konnten rechtzeitig flüchten und überlebten das NS-Regime in Venezuela bzw. in Palästina.

## Wirtschaft und Infrastruktur
Ende des 19. Jahrhunderts gewann der Fremdenverkehr große Bedeutung für die Region. Kindberg wurde zum bekannten Ort für die Sommerfrische.
Die Eisenindustrie, die lange Zeit das Ortsbild von Kindberg und der Region prägte, entwickelte sich aus einem Hammerwerk in Aumühl, das heute zur voestalpine AG gehört. Um die wirtschaftlichen Probleme in der Eisenindustrie Ende des 20. Jahrhunderts zu kompensieren, war man bestrebt vermehrt Betriebe der elektronischen Industrie anzusiedeln.

### Verkehr
Kindberg liegt an der Semmering Schnellstraße S 6 und an der Südbahn, welche die Verkehrsanbindung an den Wirtschaftsraum in Niederösterreich und Wien im Nordosten und an Italien und Slowenien im Süden bilden.
An der Südbahn liegt der Bahnhof Kindberg. Es halten zahlreiche Regionalzüge die grundsätzlich in Richtung Bruck an der Mur bzw. Mürzzuschlag fahren. Doch oft werden die Züge nach Leoben, Friesach, Neumarkt, Unzmarkt, Graz und Spielfeld-Straß geführt.

### Ansässige Unternehmen
- voestalpine Tubulars, ein Unternehmen der voestalpine AG, das nach einem Probebetrieb ab April 1981 seit der offiziellen Eröffnung am 28. September 1981[16] Nahtlosstahlrohre erzeugt.

### Bildung
In der ursprünglichen Stadt Kindberg befanden sich im Laufe der Jahre verschiedene Schulen, wobei diese im Laufe der Zeit an neuen Standorten angesiedelt wurden bzw. aufgeteilt oder auch zusammengeschlossen wurden.

#### Volksschulen
So gab es noch in den 1990er Jahren zwei im selben Gebäude befindliche Volksschulen, die im Laufe der 2000er Jahre zu einer Volksschule zusammengelegt wurden. Die Namen der damaligen zwei Volksschulen lauteten Volksschule I und Volksschule II. Das heutige Schulgebäude wurde in den 1970er Jahren erbaut, wobei bei der Eröffnung am 20. November 1976 unter anderem der damalige Bundespräsident Rudolf Kirchschläger vertreten war. Im Laufe der Jahre kam es zu diversen Sanierungen und einem Ausbau der Grünflächen.
Mit der Steiermärkischen Gemeindestrukturreform im Jahre 2015, bei der Kindberg mit den Gemeinden Allerheiligen im Mürztal und Mürzhofen vereinigt wurde, kam auch noch die in Allerheiligen ansässige Volksschule zum Bildungssystem der neuen Stadt Kindberg hinzu.

#### Hauptschulen bzw. Neue Mittelschulen
Auf Drängen der Bevölkerung hin wurde im Jahre 1920 erstmals bei der damaligen Landesregierung Rintelen I um Bewilligung einer Hauptschule, damals noch Bürgerschule genannt, angesucht. Zu diesem Zeitpunkt gab es im gesamten Mürztal nur zwei sogenannte Bürgerschulen, eine in Mürzzuschlag und eine weitere in Kapfenberg. Da die Bürgerschule als Wahlschule galt und es sich nur wenige Eltern im ländlichen Raum leisten konnten ihre Kinder auf solche Schulen zu schicken, dauerte es einige weitere Jahre, bis der Plan einer Errichtung konkret wurde. Nachdem im Jahre 1928 bereits erste Pläne eines Hauptschulbaus vorlagen, dauerte es, aufgrund der vorherrschenden schlechten Wirtschaftslage abermals lange Jahre, ehe mit 2. Juni 1942 die Errichtung einer achtklassigen Hauptschule genehmigt wurde. Großen Anteil hatte hierbei vor allem das Hammerwerk in Aumühl, dessen dringendes Ansuchen zu einer Überprüfung der Verhältnisse und dementsprechend zur Bewilligung führte. Aufgrund der Wirren des Zweiten Weltkrieges, der zu dieser Zeit herrschte, musste von einem Schulneubau vorerst abgesehen werden, wobei sich die Gemeinde jedoch verpflichtete, für den nötigen Schulraum zu sorgen. Diesen fand man auch in einer Klasse, die von der Knabenvolksschule zur Verfügung gestellt wurde. Somit besuchten am 6. September 1943 die ersten 40 Schüler und Schülerinnen aus den Gemeinden Kindberg, Allerheiligen, Mürzhofen und Stanz den ersten Unterricht in der Hauptschule. Der Unterricht wurde von der Lehrerin Josefine Ritter abgehalten. Als provisorischer Leiter wurde der Leiter der Knabenvolksschule, Oberlehrer Alfred Frischenschlager, betraut. Nachdem es im Herbst 1944 bereits zwei Klassen gab, wurde das Volksschulgebäude aufgrund des herannahenden Kriegsgeschehens bereits kurz darauf geräumt, um Platz für Flüchtlinge zu schaffen. Der Unterrichtsbetrieb wurde zur Not mit Klassen im damaligen „Cafe Wien“ aufrechterhalten; als die Russen jedoch ganze nahe herangerückt waren, wurden alle Schulen des Mürztales geschlossen.
Bereits kurz vor dem offiziellen Ende des Zweiten Weltkrieges wurde der Unterricht daraufhin mit 1. Juni 1945 wieder aufgenommen. Die schulische Leitung übernahm ab dieser Zeit Irma Kahr. Da viele der Schüler unterernährt waren, wurden diese durch Schülerausspeisung und Schweizer Lebensmittelpakete unterstützt. Im Schuljahr 1946/47 musste die Schule aufgrund eines Brennstoffmangels für einen Monat geschlossen werden; im selben Schuljahr verließen die ersten 40 Absolventen die Schule. Aufgrund einer Kinderlähmungsepidemie begann der Unterricht 1947/48 an allen steirischen Hauptschulen erst im Oktober 1947. Nachdem die bisherige Direktorin Irma Kahr in den Ruhestand trat, übernahm mit 1. Oktober 1947 Johann Leisch das freigewordene Amt des Schulleiters. Nachdem sich die Region auch finanziell wieder vom Zweiten Weltkrieg erholt hatte, erfolgte am 21. April 1949 durch den damaligen Bezirkshauptmann Alfred Schachner-Blazizek der Spatenstich zum Neubau der Hauptschule. Der erste Bauabschnitt sollte rund 1,6 Millionen Schilling kosten und fünf Klassen sowie einen geräumigen Turnsaal umfassen. Nach knapp zweijähriger Bauzeit wurde die Hauptschule mit acht Klassen am 10. Februar 1951 unter Beisein zahlreicher Vertreter des öffentlichen Lebens feierlich eröffnet. In den nachfolgenden zwei Jahren wurde die Schule um eine Küche und einen Turnsaal (beides 1952), sowie ein Lehrerhaus und den Sportplatz (beides 1953) komplettiert. Im Jahr 1953 konnte die Schule bereits mit zwölf Klassen aufwarten; vier Jahre später fand der erste Schulschikurs auf der Brunnalm in der Gemeinde Veitsch statt. Nachdem im darauffolgenden Jahr die Ortschaften Allerheiligen, Stanz und Kindbergdörfl durch ein verheerendes Unwetter stark in Mitleidenschaft gezogen wurden, wurden in der Hauptschule die Pioniere aus der Pionierkaserne und Pioniertruppenschule Klosterneuburg untergebracht.
Im Jahre 1963 war der damalige Bundespräsident Adolf Schärf in Kindberg zu Gast. Mit Schulbeginn 1966/67 wurde an der Hauptschule Kindberg erstmals der Polytechnische Lehrgang mit drei Klassen eingeführt. Hierfür zuständig war der Vertragslehrer Anton Falzberger. Am 5. Juni 1967 wurden die Arbeiten an einem Schulzubau, der etwas über ein Jahr später fertiggestellt wurde, begonnen. Ab dem darauffolgenden Schuljahr 1967/68 gehörten die Schüler aus der Gemeinde Mürzhofen nicht mehr dem Kindberger Schulsprengel an, sondern kamen an die Hauptschule in St. Marein. Im selben Schuljahr ging auch Josefine Ritter, die Pionierarbeit in der Hauptschule geleistet hatte, in den Ruhestand. Am 19. Oktober 1968 fand die Eröffnung des neuen Zubaus, durch den acht zusätzliche Klassen entstanden, statt. Da bereits im darauffolgenden Schuljahr das Musisch-pädagogische Realgymnasium in Kindberg eröffnet wurde, mussten im Zubau drei Klassen- und zwei Nebenzimmer an dieses abgegeben werden. Mit 616 Schülern, die in 20 Klassen unterrichtet wurden, erreichte die Hauptschule in diesem Jahr auch ihren zwischenzeitlichen Höchststand.
Aufgrund der Vielzahl an Schülern und aufgrund damit zusammenhängender organisatorischer Gründe wurde die Hauptschule Kindberg über einen Antrag der Marktgemeinde Kindberg mit Beginn des Schuljahres 1970/71 in zwei Schulen geteilt. Fortan existierten die Hauptschule für Knaben im unteren Stockwerk unter der Leitung des bisherigen Leiters, Johann Leisch, und die Hauptschule für Mädchen im oberen Stockwerk mit Franz Seidl als provisorischem Leiter. Infolge der Schulraumnot und der weiter gestiegenen Schülerzahl, wobei 401 Schüler in 14 Klassen die Knabenhauptschule und 443 Schüler in 15 Klassen die Mädchenhauptschule besuchten, wurden 1973/74 Klassen für Nachmittagsunterricht und sogenannte Wanderklassen eingeführt. Nachdem er zuvor nur als provisorischer Leiter agierte, wurde Franz Seidl in diesem Schuljahr schließlich zum Direktor der Mädchenhauptschule ernannt. Da im darauffolgenden Schuljahr 1974/75 die Hauptschule Mitterdorf eröffnet, nahm die Schülerzahl etwas ab, da Schüler aus Wartberg nun großteils die neue Schule in Mitterdorf besuchten. Neue Änderungen brachte auch das Schuljahr 1976/77, in dem ein Elternverein für beide Kindberger Hauptschulen gegründet bzw. kurz darauf die sanierte Schulküche feierlich ihrer Bestimmung übergeben wurde. Mit 1. September 1978 trat Johann Leisch nach über 30 Jahren als Schuldirektor in den Ruhestand, woraufhin Helge Haller mit der Leitung der Knabenhauptschule betraut wurde.
Unter der neuen Führung kam es ab dem Schuljahr 1980/81 zu einer größeren Änderung. Aufgrund eines einstimmigen Beschlusses erfolgte die Umbenennung der Knabenhauptschule in August-Musger-Hauptschule und die Mädchenhauptschule in Jakob-Eduard-Schmölzer-Hauptschule. Beide Schulen wurden ab dem folgenden Schuljahr von der 1. bis zur 4. Klasse gemischt, woraufhin es keine reinen Knaben- oder Mädchenklassen mehr gab. Im Jahre 1982, als der seit 750 Jahren bestehende Markt Kindberg zur Stadt erhoben wurde, fand hier auch das steirische Schülerligafinale statt, bei dem die beiden Schulen für das Rahmenprogramm verantwortlich waren. Im Schuljahr 1982/83 wurde eine zentrale Schülerbücherei für beide Hauptschulen errichtet. 1984/85 erhielt der Elternverein mit dem Kinderfreunde-Oscar eine besondere und angesehene Auszeichnung.
Mit Beginn des Schuljahres 1985/86 wurde die bisher zweizügig geführte Hauptschule durch die Neue Hauptschule mit Leistungsgruppen in Deutsch, Englisch und Mathematik abgelöst. Nachdem Helge Haller mit 31. Jänner 1988 in den Ruhestand trat, übernahm Friedrich Zotter die Leitung der August-Musger-Hauptschule. Nur zwei Jahre später ging auch der Leiter der Jakob-Eduard-Schmölzer-Hauptschule, Franz Seidl, nach knapp 20 Jahren in den Ruhestand und übergab sein Amt an den ehemaligen Fußballprofi, jetzigen Lehrer und späteren Bürgermeister der Stadt, Karl Hofmeister. Kurz zuvor wurde noch im Schuljahr 1988/89 mit der Generalsanierung des Gebäudes begonnen und der Physiksaal für beide Schulen neu errichtet. Im Schuljahr 1989/90 fand auch das über vier Jahre gelaufene und mehrfach ausgezeichnete Projekt „Schüler lernen den Wald verstehen“ seinen vorläufigen Abschluss, worüber unter anderem auch in Steiermark heute berichtet wurde. Um einen zeitgemäßeren Unterricht zu ermöglichen, wurden im Schuljahr 1990/91 beide Kindberger Hauptschulen mit Computeranlagen ausgestattet. Im gleichen Schuljahr fand in Kindberg auch die Bundesmeisterschaft Schülerliga Volleyball statt, wobei erneut beide Schulen für das Rahmenprogramm zuständig waren.
Im Schuljahr 1991/92, als es zu einer weiteren Änderung im Lernsystem kam und die 1. Klassen nicht mehr in Leistungsgruppen, sondern im sogenannten Teamteaching von zwei Lehrern in den Fächern Deutsch, Englisch und Mathematik gleichzeitig unterrichtet wurden. In diesem Jahr wurde auch die Generalsanierung, deren Kosten mit 20 Millionen Schilling beziffert wurden, abgeschlossen. Bereits im darauffolgenden Schuljahr kam es zu einer weiteren Änderung im Lernsystem, wonach im Schulversuch „Binnendifferenzierung“ die Schüler erst nach der 2. Klasse in Leistungsgruppen eingestuft wurden. Nachdem mit 1. März 1997 Friedrich Zotter in den Ruhestand trat, wurde zuerst Gottfried Doppelreiter zum provisorischen Leiter bestellt, ehe dieser am 1. März 1998 durch Karl Pichler als Direktor der August-Musger-Hauptschule ersetzt wurde. Nach 1982 fand in Kindberg im Jahre 1999 erneut das steirische Schülerligafinale statt. Im Schuljahr 1999/2000 wurde die Lehrerin Sieglinde Rossegger mit dem Pädagogischen Panther, der höchsten Auszeichnung für Schulen und Personen des Bildungswesens im Land Steiermark, ausgezeichnet. Ende des Schuljahres 2000/01 bzw. in den nachfolgenden Ferien erfolgte die Renovierung des von beiden Schulen genutzten Turnsaales. Zudem wurde ein neuer Computerraum, dessen Geräte über Kabel ans Internet angeschlossen waren und der mit einem Datenprojektor ausgerüstet war, eingerichtet.
Als Karl Hofmeister im Jahre 2009 in den Ruhestand ging und auch sein seit 1993 ausgeführtes Amt als Bürgermeister niederlegte, folgte ihm sein Lehrerkollege Klaus Kolednik als Leiter der Jakob-Eduard-Schölzer-Hauptschule. Mit dem Schuljahr 2015/16 wurden österreichweit alle Hauptschulen im Stufenplan zu Neue Mittelschulen (NMS) umgewandelt; die beiden Hauptschulen in der Stadt Kindberg führten bereits zu Beginn des Schuljahres 2013/14 die 1. Klassen als NMS-Klasse. So treten beiden Schulen heute als NMS-Jakob-Eduard-Schmölzer und NMS-August-Musger in Erscheinung, befinden sich aber nach wie vor im selben Gebäudekomplex. Im Juni 2016 wurde die drei Jahre andauernde Generalsanierung der Neuen Mittelschule, die 5,4 Millionen Euro kostete, abgeschlossen. Der aus Kindberg stammende und in Vico Morcote in der Schweiz lebende Maler Günter R. Sander, Onkel des amtierenden Bürgermeisters Christian Sander, schenkte der Schule ein Gemälde mit dem Titel Von Pythagoras über Newton zu Einstein, das in der Aula der Schule zu sehen ist. In weiterer Folge wurde das Gemälde auf Leinwand gedruckt und auf der Fassade der Schule angebracht.

#### Bundesoberstufenrealgymnasium
Das Bundesoberstufenrealgymnasium (kurz BORG) bietet am Ort die Matura an.

### Tourismusverband
Die Gemeinde bildet gemeinsam mit Stanz im Mürztal den Tourismusverband „Kindberg-Mürztaler Streuobstregion“. Dessen Sitz ist in Kindberg.

## Politik

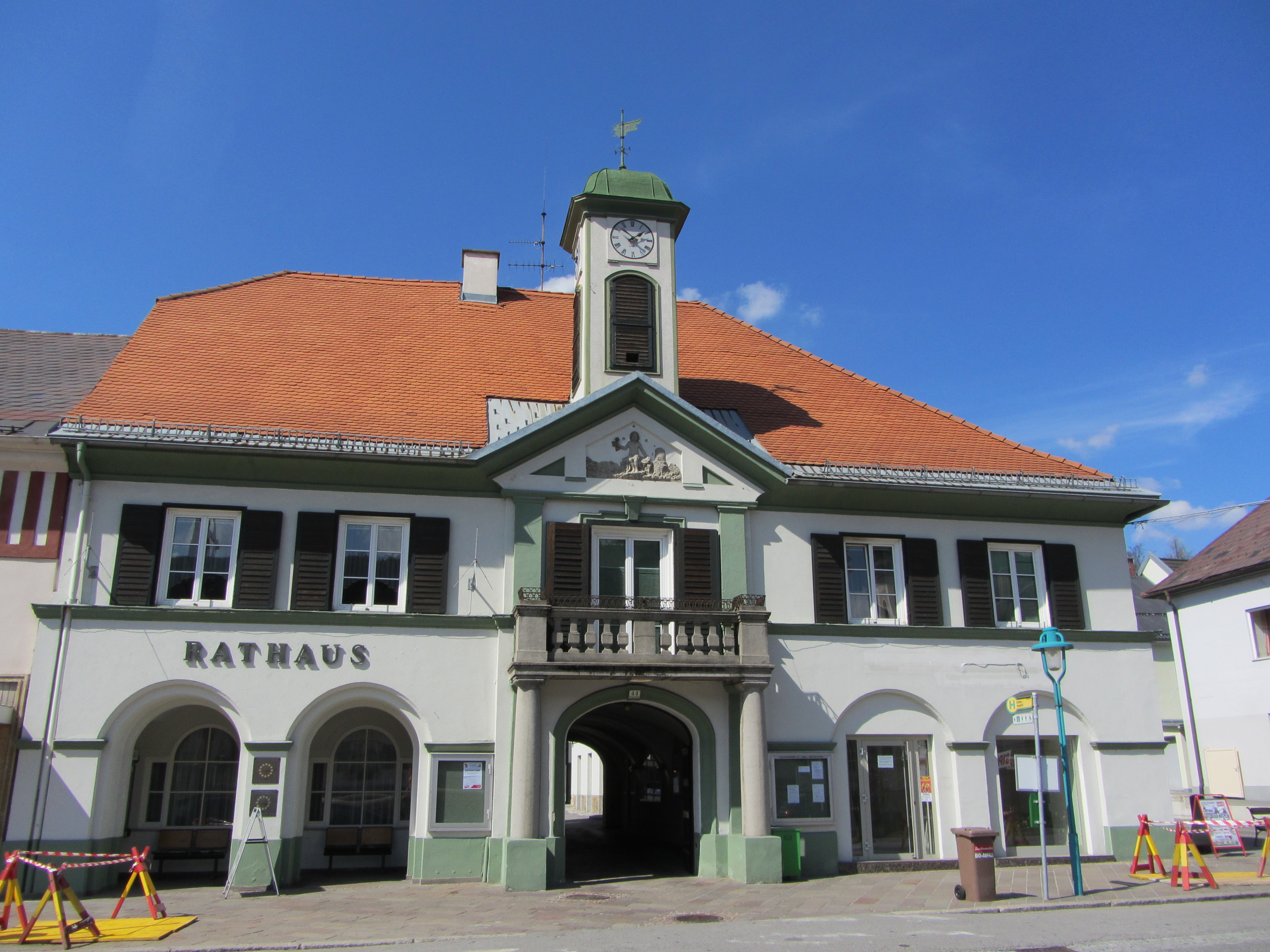
Rathaus

### Gemeinderat
Der Gemeinderat hat 25 Mitglieder.
- Nach den Gemeinderatswahlen in der Steiermark 2000 hatte der Gemeinderat folgende Verteilung: 17 SPÖ, 4 ÖVP, 3 FPÖ und 1 GRÜNE.
- Nach den Gemeinderatswahlen in der Steiermark 2005 hatte der Gemeinderat folgende Verteilung: 18 SPÖ, 5 ÖVP und 2 FPÖ.[21]
- Nach den Gemeinderatswahlen in der Steiermark 2010 hatte der Gemeinderat folgende Verteilung: 17 SPÖ, 6 ÖVP und 2 FPÖ.[22]
- Nach den Gemeinderatswahlen in der Steiermark 2015 hatte der Gemeinderat folgende Verteilung: 13 SPÖ, 6 ÖVP, 5 FPÖ und 1 KPÖ.[23]
- Nach den Gemeinderatswahlen in der Steiermark 2020 hatte der Gemeinderat folgende Verteilung: 14 SPÖ, 8 ÖVP, 2 FPÖ und 1 KPÖ.[24]
- Nach den Gemeinderatswahlen in der Steiermark 2025 hat der Gemeinderat folgende Verteilung: 15 SPÖ, 6 ÖVP und 4 FPÖ.[25]

### Bürgermeister Kindberg ab 1945
- 1945–1955: Franz Schnittler
- 1955–1965: Alois Rust
- 1965–1970: Hans Karrer
- 1970–1984: Heinz Hölzl
- 1984–1986: Karl-Heinz Vollmann
- 1986–1993: Franz F. Seidl
- 1993–2009: Karl Hofmeister (SPÖ)
- seit 2009: Christian Sander (SPÖ)

### Bürgermeister Allerheiligen von 1945 bis 2014
- 1945–1946: Wilhelm Tschiedl
- 1946–1960: Georg Piller
- 1960–1985: Kurt Krzywon
- 1985–1999: Friedrich Salchenegger
- 1999–2014: Erich Lackner

### Bürgermeister Mürzhofen von 1945 bis 2014
- 1945–1950: Josef Singer
- 1950–1969: Alfred Zöscher
- 1969–1970: Hermann Hirzmann
- 1970–1985: Rudolf Hintsteiner
- 1985–2006: Karl Pfeffer
- 2006–2014: Franz Harrer

### Gemeindepartnerschaften
- 1988  Roßdorf (bei Darmstadt), Deutschland[26]
- 1975  Vösendorf, Niederösterreich[27]

### Wappen

Wappen der Vorgängergemeinden
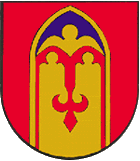
Allerheiligen im Mürztal
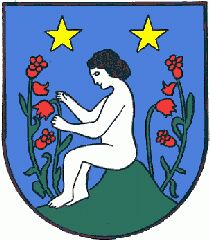
Kindberg
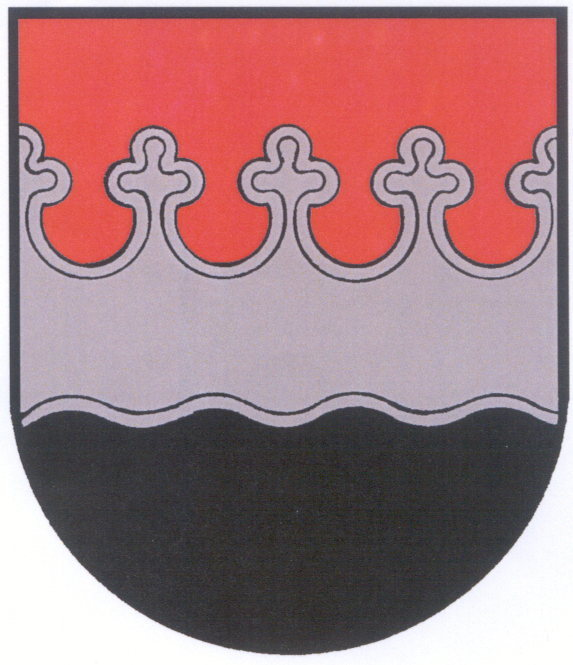
Mürzhofen

Alle drei Vorgängergemeinden hatten je ein Gemeindewappen. Wegen der Gemeindezusammenlegung verloren diese mit 1. Jänner 2015 ihre offizielle Gültigkeit. Die Neuverleihung des Gemeindewappens für die Fusionsgemeinde erfolgte mit Wirkung vom 1. Jänner 2018.

Die Blasonierung lautet:
„In blauem Schild golden ein auf einem silbernen Berg sitzendes nacktes, nur mit Lendentuch bekleidetes Kind, unter drei halbrund angeordneten goldenen fünfzackigen Sternen mit einer der vorne und hinten gebogen aus dem Berg wachsenden silbernen Blumen spielend.“
Das Wappenbild geht auf eine Sage zurück, die besagt, dass ein Kind, das durch ein Hochwasser mitgerissen wurde, völlig unversehrt in Kindberg angespült wurde. Man fand es dort auf einer Wiese sitzend und mit einer Blume spielend vor.

## Persönlichkeiten
(Quelle: )

### Ehrenbürger von Allerheiligen/Mzt. (1945 bis 2014)
- 1964: Josef Krainer senior, Landeshauptmann der Steiermark (verliehen aufgrund von Unterstützung nach einem Hochwasser)
- 1986: Kurt Krzywon, Bürgermeister von Allerheiligen
- 1999: Friedrich Salchenegger, Bürgermeister von Allerheiligen

### Ehrenringträger von Allerheiligen/Mzt. (1945 bis 2014)
- 1982: Karl Krzywon, praktischer Arzt
- 1982: Georg Piller, Bürgermeister von Allerheiligen
- 1982: Franz Rigler, Gemeindeamtsleiter von Allerheiligen
- 1986: Franz Viereck, Gemeindekassier von Allerheiligen
- 1998: Franz Platzer, römisch-katholischer Pfarrer von Allerheiligen
- 1999: Friedrich Salchenegger, Bürgermeister von Allerheiligen
- 2007: Engelbert Brunner, Vizebürgermeister von Allerheiligen
- 2007: Christoph Hochörtler, Gemeindekassier von Allerheiligen, Lehrer
- 2014: Otmar Grober, Wasserbaumeister
- 2014: Georg Prade, Kommandant der Freiwilligen Feuerwehr Edelsdorf
- 2014: Hugo Primeßnig, praktischer Arzt
- 2014: Gerhard Raspotnig, Gemeindeamtsleiter von Allerheiligen
- 2014: Josef Taferner, Kommandant der Freiwilligen Feuerwehr Jasnitz

### Ehrenbürger von Kindberg (ab 1945)
- 1958: Franz Schnittler, Bürgermeister von Kindberg
- 1965: Alois Rust, Bürgermeister von Kindberg
- 1970: Hubert Pilch, Ortschronist von Kindberg
- 1971: Hannes Bammer Landesrat, (verliehen aufgrund von Unterstützung beim Bau des Volkshauses)
- 1971: Anton Benya, ÖGB-Präsident, (verliehen aufgrund von Unterstützung beim Bau des Volkshauses)
- 1971: Hans Damberger, Bürgermeister von Kindberg Land, Vizebürgermeister von Kindberg
- 1971: Eduard Schwarz, Präsident der Kammer für Arbeiter und Angestellte Steiermark (verliehen aufgrund von Unterstützung beim Bau des Volkshauses)
- 1982: Karl Eichtinger, Vizebürgermeister von Kindberg, Landtagsabgeordneter
- 1982: Franz Gassner, Vorstandsmitglied der voestalpine
- 1982: Hans Gross, Landeshauptmann-Stellvertreter (verliehen aufgrund von Unterstützung beim Bau der Volksschule und der Sporthalle)
- 1982: Josef Gruber, Landesrat (verliehen aufgrund von Unterstützung beim Um- und Zubau des Landespflegeheims)
- 1982: Hans Karrer, Bürgermeister von Kindberg, Landtagsabgeordneter
- 1982: Franz Wegart, Landeshauptmann-Stellvertreter (verliehen aufgrund von Unterstützung im Fremdenverkehr)
- 1984: Heinz Hölzl, Bürgermeister von Kindberg
- 1985: Heribert Apfalter, Generaldirektor der voestalpine
- 1985: Eduard Harald Schrack, Generaldirektor von Schrack
- 1988: Ludwig von Bogdandy, Generaldirektor der voestalpine
- 1993: Franz F. Seidl, Bürgermeister von Kindberg
- 1995: Alois Takatsch, Vizebürgermeister von Kindberg
- 1995: Karl-Heinz Vollmann, Bürgermeister von Kindberg, Landtagsabgeordneter
- 1997: Andreas Hattinger, Vizebürgermeister von Kindberg
- 2008: Erwin Sensel, Opfer des NS-Antisemitismus
- 2010: Karl Hofmeister, Bürgermeister von Kindberg

Nach der Gemeindezusammenlegung 2015
- 2016: Franz Harrer, Bürgermeister von Mürzhofen
- 2016: Erich Lackner, Bürgermeister von Allerheiligen

### Ehrenringträger von Kindberg (ab 1945)
- 1971: Hans Egger, Gemeinderat von Kindberg
- 1971: Andreas Fürsinn, Vizebürgermeister von Kindberg
- 1971: Erich Hofstetter, ÖGB-Sekretär (verliehen aufgrund von Unterstützung beim Bau des Volkshauses)
- 1971: Josef Zak, ÖGB-Sekretär (verliehen aufgrund von Unterstützung beim Bau des Volkshauses)
- 1972: Walther Ackerl, praktischer Arzt
- 1974: Konrad Stoll, Vermittler bei der Schrack-Ansiedlung
- 1978: Johann Ninaus, römisch-katholischer Pfarrer in Kindberg
- 1979: Andreas Perklitsch, Gemeinderat von Kindberg
- 1982: Alois Domberger, Musiker
- 1982: Anton Seipelt, Direktor der voestalpine
- 1989: Rudolf Dorn, Direktor von Schrack
- 1989: Max Kroisleitner, Stadtamtsdirektor von Kindberg
- 1989: Erich Oberdorfer, Direktor der voestalpine
- 1992: Konrad Gruber, Gemeinderat von Kindberg
- 1992: Anna Hodax, Gemeinderätin von Kindberg
- 1992: Werner Kasztler, Vorstandsmitglied von Schrack
- 1992: Harald Mirus, Leiter der Landesbaudirektion (verliehen aufgrund von Unterstützung bei der Ortserneuerung)
- 1992: Helmut Wiltschi, Gemeinderat von Kindberg
- 1993: Gisbert Spiegelfeld, Besitzer von Schloss Oberkindberg
- 1997: Markus Königshofer, Prokurist bei Ericsson
- 1997: Franz Struzl, Geschäftsführer der voestalpine Stahlrohr Kindberg
- 1997: Hubert Wastl, Geschäftsführer der voestalpine Stahlrohr Kindberg
- 2000: Gisela Weinreich, Stadträtin von Kindberg
- 2001: Günter R. Sander, Bildender Künstler
- 2001: Johannes Wildner, Musiker
- 2002: Karl-Heinz Marinic, Direktor der Sparkasse Kindberg
- 2006: Karl Koch, Direktor des E-Werks Kindberg
- 2012: Ernst Königshofer, Gemeinderat von Kindberg
- 2012: Hilkka Witt, Geschäftsführerin der voestalpine Tubulars
- 2016: Alois Steinkleibl, römisch-katholischer Pfarrer in Kindberg
- 2016: Manfred Ulrich, Vizebürgermeister von Kindberg
- 2016: Martin Weitzer, Direktor des E-Werks Kindberg
- 2018: Robert Philipp, Geschäftsführer der voestalpine Tubulars
- 2018: Wolfgang Rainer, Geschäftsführer der voestalpine Tubulars

### Ehrenbürger von Mürzhofen (1945 bis 2014)
- 1971: Josef Kraus, Gemeinderat von Mürzhofen
- 1985: Rudolf Hintsteiner, Bürgermeister von Mürzhofen
- 1989: Hans Gross, Landeshauptmann-Stellvertreter (verliehen aufgrund von Unterstützung beim Bau des Gemeindeamtes)
- 1998: Peter Schachner-Blazizek (verliehen aufgrund von Unterstützung bei der Ortserneuerung)
- 2006: Karl Pfeffer, Bürgermeister von Mürzhofen

### Ehrenringträger von Mürzhofen (1945 bis 2014)
- 1971: Josef Kraus, Gemeinderat von Mürzhofen
- 1980: Rudolf Hintsteiner, Bürgermeister von Mürzhofen
- 1985: Heinrich Leger, Vizebürgermeister von Mürzhofen
- 1987: Richard Drexler, Vizebürgermeister von Mürzhofen
- 1988: Franz Hadeyer, Kommandant der Freiwilligen Feuerwehr Mürzhofen
- 1989: Johann Kasprowicz, Gemeinderat von Mürzhofen
- 1989: Johann Scheikl, Gemeindekassier von Mürzhofen
- 1993: Heinz Edlinger, Gemeindeamtsleiter von Mürzhofen
- 1993: Johann Nimmrichter, Gemeinderat von Mürzhofen
- 1998: Karl Pfeffer, Bürgermeister von Mürzhofen
- 1998: Franz Platzer, römisch-katholischer Pfarrer von Kindberg
- 2000: Alfred Schrotter, Gemeindekassier von Mürzhofen
- 2006: Alfred Grabner, Gemeinderat von Mürzhofen
- 2008: Gerhard Hintsteiner, Gemeindekassier von Mürzhofen
- 2011: Adelheid Jungbauer, Gemeinderätin von Mürzhofen
- 2014: Franz Harrer, Bürgermeister von Mürzhofen
- 2014: Josef Kasprowicz, Gemeinderat von Mürzhofen
- 2014: Franz Seitinger, Vizebürgermeister von Mürzhofen
- 2014: Ingrid Willingshofer, Gemeindekassierin von Mürzhofen

### Söhne und Töchter der Stadt
(zusammengefasst nach der Gemeindezusammenlegung 2015)
(sofern nicht auch bereits bei Ehrenbürger bzw. Ehrenringträger erwähnt)
- Johann Hillebrand (1801–1866), Abgeordneter der Frankfurter Nationalversammlung
- August Veiter (1869–1957), Maler
- Anton Maier (1876–1955), Politiker (CS), Mitglied der Konstituierenden Nationalversammlung (1919–1920), Abgeordneter zum Nationalrat (1920–1927), Bürgermeister von Sankt Radegund bei Graz (1946–1950)
- Anton Weber (1878–1950), Politiker (SDAP/SPÖ) und Stadtrat von Wien
- Johann Oberhammer (1879–1956), Politiker (SDAP/SPÖ), Beamter und Wiener Bankdirektor
- Anton Pirchegger (1885–1949), Politiker (CS/ÖVP), Landeshauptmann der Steiermark (1945–1948)
- Peter Graf (1886–1977), Politiker (SDAP/SPÖ), Bürgermeister von Klagenfurt (1952–1957)
- Richard Schlacher (1891–1965), Kaufmann und Politiker
- Walter Pelikan (1901–1971), Bauingenieur
- Hans Karrer (1921–1997), Werksarbeiter, Arbeiterbetriebsrat und Politiker
- Susanne Ellensohn (* 1943), Schriftstellerin
- Erich Hechtner (* 1958), Magistratsdirektor der Stadt Wien (2010–2022)
- Ille Gebeshuber (* 1969), Experimentalphysikerin
- Dieter Rauter (* 1969), österreichisch-US-amerikanischer Stuntman und Filmemacher[30]
- Franz Almer (* 1970), Fußballtorwart und -trainer
- Philipp Ebner (* 1986), österreichischer Wrestler (Ringname: RocknRolla)
- Michael Scheikl (* 1989), österreichischer Naturbahnrodler
- Florian Schabereiter (* 1991), österreichischer Skispringer
- Bernd Neurauter (* 1991), österreichischer Naturbahnrodler
- Christoph Nicht (* 1994), österreichischer Fußballtorwart und -trainer
- Markus Stenzel (* 2002), österreichischer Fußballspieler

### Personen mit Beziehung zur Stadt
- Berta Liebmann (1913–2005), österreichische Mundartdichterin und Schriftstellerin – lebte hier einige Zeit